# Ілюзія обману 2
«Ілюзія обману 2» (англ. Now You See Me 2, досл. «Тепер ти мене бачиш 2») — американський гостросюжетний комедійний фільм-пограбування 2016 року, знятий режисером Джона М. Чу. Продовження фільму «Ілюзія обману» (2013). У головних ролях зіграли Марк Руффало, Джессі Айзенберг, Вуді Гаррельсон.
Вперше фільм продемонстрували 9 червня 2016 року у низці країн світу. В Україні допрем'єрний показ фільму відбувся 9 червня 2016 року, у його показ широкому кінопрокаті розпочався 16 червня 2016 року.

## Сюжет
Технічний геній і магнат Волтер Мабрі, син Артура Тресслера, якого команда професійних фокусників пограбувала, хоче помститися за приниження батька.

## У ролях
| Актор            | Персонаж                       | Роль                                  |
| ---------------- | ------------------------------ | ------------------------------------- |
| Джессі Айзенберг | Дж. Денієл Атлас               | один із «Вершників»                   |
| Марк Раффало     | Ділан Роудс (Шрайк)            | агент ФБР, лідер «Вершників»          |
| Вуді Гаррельсон  | Меррітт МакКінні/Чейз МакКінні | один із «Вершників»                   |
| Дейв Франко      | Джек Вайлдер                   | один із «Вершників»                   |
| Денієл Редкліфф  | Волтер Мабрі                   | технічний геній, син Артура Тресслера |
| Ліззі Каплан     | Лула Мей                       | одна з «Вершників»                    |
| Морган Фрімен    | Таддеуш Бредлі                 | знаменитий викривач магії             |
| Джей Чоу         | Лі                             | власник крамниці для ілюзіоністів     |
| Санаа Латан      | Наталі Остін                   | керівник ФБР                          |
| Майкл Кейн       | Артур Тресслер                 | батько Волтера Мабрі                  |

## Створення фільму

### Знімальна група
- Кінорежисер — Джон М. Чу
- Сценаристи — Піт Чіареллі і Ед Соломон
- Кінопродюсери — Боббі Коен, Алекс Куртцман, Роберто Орсі
- Композитор — Браян Тайлер
- Кінооператор — Пітер Демінґ
- Кіномонтаж — Стен Салфас
- Підбір акторів — Дебора Акіла, Тріша Вуд
- Артдиректори — Мартін Фолі, Стюарт Кірнс, Домінік Мастерс
Ремо Тоцці
- Художник по костюмах — Анна Б. Шеппард[9].

### Виробництво
Зважаючи на касовий успіх фільму «Ілюзія обману», було розпочато роботу над продовженням. У серпні 2013 року було повідомлено, що компанія «Lionsgate» підтвердила свої наміри почати знімання 2014 року. У вересні 2014 року компанія «Lionsgate» підтвердила участь виконавців головних ролей — Марка Руффало, Вуді Гаррельсона, Джессі Айзенберга, Айли Фішер, Дейва Франко, Моргана Фрімана і Майкла Кейна, а режисером було обрано Джон М. Чу. У листопаді було повідомлено, що у зв'язку із вагітністю Айли Фішер, її замінить Ліззі Каплан. Спочатку планувалося, що фільм називатиметься «Тепер ти мене бачиш: а тепер ні» (англ. Now You See Me: Now You Don't), проте у листопаді 2014 року Марк Руфало розкрив нову назву — «Тепер ти мене бачиш: Другий акт» (англ. Now You See Me: The Second Act).

## Сприйняття

### Оцінки і критика
Фільм отримав загалом погані відгуки: Rotten Tomatoes дав оцінку 34 % на основі 149 відгуків від критиків (середня оцінка 4,9/10) і 61 % від глядачів зі середньою оцінкою 3,5/5 (59 851 голос). Загалом на сайті фільми має змішані оцінки, фільму зарахований «гнилий помідор» від кінокритиків, проте «попкорн» від глядачів, Metacritic — 46/100 (33 відгуки критиків) і 6,5/10 від глядачів (123 голоси). Загалом на цьому ресурсі від критиків фільм отримав змішані відгуки, а від глядачів — схвальні, IGN — 6,2/10 (прийнятний), Internet Movie Database — 6,9/10 (36 584 голоси).
Олександра Васильєва з «Газети по-українськи» написала: «не дивлячись на те, що після перегляду „Ілюзії обману 2“ не виникає відчуття повної ейфорії, фільм вийшов досить непоганим. Але він завжди існуватиме в розмовах серед людей лише поряд із назвою першої частини».
Дар'я Борисова з «Moviegram» написала, що «на міцний драматургійний каркас, якого створив Ед Соломон, начепили забагато дійства, музики і трюків. Якщо першу частину можна віднести до guilty pleasure movie, то друга — суцільний атракціон, позбавлений мотивації та сенсу».

### Касові збори
Під час показу у США, що розпочався 10 червня 2016 року, протягом першого тижня фільм був показаний у 3 232 кінотеатрах і зібрав 22 383 146 $, що на той час дозволило йому зайняти 3 місце серед усіх прем'єр. Станом на 26 липня 2016 року показ фільму триває 47 днів (6,7 тижня), зібравши за цей час у прокаті у США 64 379 622 долари США, а у решті світу 221 543 871 $ (за іншими даними 230 700 000 $), тобто загалом 285 923 493 долари США (за іншими даними 295 079 622 $) при бюджеті 90 млн доларів США.

### Нагороди та номінації
| Номінації фільму «Ілюзія обману: Другий акт» | Номінації фільму «Ілюзія обману: Другий акт» | Номінації фільму «Ілюзія обману: Другий акт» | Номінації фільму «Ілюзія обману: Другий акт» | Номінації фільму «Ілюзія обману: Другий акт» | Номінації фільму «Ілюзія обману: Другий акт» |
| Рік                                          | Кінопремія / Кінофестиваль                   | Категорія / Нагорода                         | Номінант                                     | Результат                                    | Дж                                           |
| -------------------------------------------- | -------------------------------------------- | -------------------------------------------- | -------------------------------------------- | -------------------------------------------- | -------------------------------------------- |
| 2016                                         | Teen Choice Awards                           | Вибір літнього фільму                        | стрічка                                      | Номінація                                    | [ 20 ]                                       |
| 2016                                         | Teen Choice Awards                           | Вибір зірки літнього фільму: чоловік         | Дейв Франко                                  | Номінація                                    | [ 20 ]                                       |
| 2016                                         | Teen Choice Awards                           | Вибір зірки літнього фільму: жінка           | Ліззі Каплан                                 | Номінація                                    | [ 20 ]                                       |

## Музика
Музику до фільму «Ілюзія обману: Другий акт» написав і виконав Браян Тайлер, саундтрек вийшов 1 липня 2016 року на лейблі «Varèse Sarabande».
| Список треків | Список треків                   | Список треків |
| #             | Назва                           | Тривалість    |
| ------------- | ------------------------------- | ------------- |
| 1.            | «Now You See Me 2 Fanfare»      | 3:20          |
| 2.            | «Now You See Me 2 Main Titles»  | 3:00          |
| 3.            | «300 Seconds»                   | 7:25          |
| 4.            | «The Setup»                     | 5:45          |
| 5.            | «Sleight of Hand»               | 5:52          |
| 6.            | «Revelatory»                    | 1:24          |
| 7.            | «A Special Invitation»          | 4:38          |
| 8.            | «Equivoque»                     | 3:18          |
| 9.            | «Off The Grid (Walter’s Theme)» | 2:13          |
| 10.           | «Trifecta»                      | 3:53          |
| 11.           | «The Fool»                      | 1:55          |
| 12.           | «Buffy the Chippie»             | 2:58          |
| 13.           | «Behind the Curtain»            | 4:10          |
| 14.           | «Thaddeus’ Game»                | 2:23          |
| 15.           | «Octa»                          | 1:37          |
| 16.           | «United»                        | 1:36          |
| 17.           | «Deliverance»                   | 4:10          |
| 18.           | «Diversion Tactics»             | 4:34          |
| 19.           | «Sibling Rivalry»               | 1:55          |
| 20.           | «Bazaar Getaway»                | 2:09          |
| 21.           | «The New Horseman»              | 1:05          |
| 22.           | «See You in 3 to 5»             | 1:41          |
| 23.           | «The Big Finish»                | 3:56          |
| 24.           | «Finale»                        | 2:40          |
| 1:17:46       |                                 |               |

### Виноски
1. 1 2  Now You See Me 2: Release Info (англ.). Internet Movie Database. Архів оригіналу за 22 листопада 2015. Процитовано 21 лютого 2016.
2. 1 2  Ілюзія обману: Другий акт. Kino-teatr.ua. Архів оригіналу за 1 травня 2016. Процитовано 21 лютого 2016.
3. 1 2  Brent Lang (7 червня 2016). Box Office: ‘Conjuring 2’ to Ward Off ‘Warcraft,’ ‘Now You See Me 2’ (англ.). Variety. Архів оригіналу за 15 липня 2016. Процитовано 17 червня 2016.
4. 1 2 3 4  Now You See Me 2 (англ.). Box Office Mojo. Архів оригіналу за 13 червня 2016. Процитовано 27 липня 2016.
5. 1 2 3 4  Now You See Me 2 (2016) (англ.). The Numbers. Архів оригіналу за 30 липня 2016. Процитовано 27 липня 2016.
6. ↑  Now You See Me 2 (2016) (англ.). AllMovie. Архів оригіналу за 1 липня 2016. Процитовано 11 червня 2016.
7. ↑  Іноді також «Ілюзія обману: Другий акт»
8. ↑  Ілюзія обману: Другий акт (англ.). Ukrainian Film Distribution. Архів оригіналу за 2 квітня 2016. Процитовано 21 лютого 2016.
9. ↑  Now You See Me 2: Full Cast & Crew (англ.). Internet Movie Database. Архів оригіналу за 24 листопада 2015. Процитовано 21 лютого 2016.
10. ↑  Simon Brew (13 серпня 2013). Now You See Me gets a sequel (англ.). Den of Geek. Архів оригіналу за 21 лютого 2014. Процитовано 21 лютого 2016. [Архівовано 21 лютого 2014 у Wayback Machine.]
11. ↑  Silas Lesnik (9 вересня 2014). Lionsgate Sets Dates for Now You See Me 2 and Dirty Grandpa (англ.). ComingSoon.net. Архів оригіналу за 20 лютого 2016. Процитовано 21 лютого 2016.
12. 1 2  Lily Aria (13 листопада 2014). ‘Now You See Me 2’ Release Date, Updates And News: Officially Titled 'Now You See Me: Now You Don’t;' Plot Revealed, Confirmed New Cast Includes Daniel Radcliffe, Lizzy Caplan And Jay Chou (англ.). Franchise Herald. Архів оригіналу за 11 червня 2016. Процитовано 21 лютого 2016.
13. ↑  Adam Chitwood (25 листопада 2014). Now You See Me 2 Title Revealed (англ.). Collider. Архів оригіналу за 17 листопада 2015. Процитовано 21 лютого 2016.
14. ↑  Now You See Me 2 (англ.). Rotten Tomatoes. Архів оригіналу за 14 червня 2016. Процитовано 28 липня 2016.
15. ↑  Now You See Me 2 (англ.). Metacritic. Архів оригіналу за 24 жовтня 2020. Процитовано 28 липня 2016.
16. ↑  Max Nicholson (9 червня  2016). Now You See Me 2 review (англ.). IGN.com. Архів оригіналу за 15 липня 2016. Процитовано 21 липня 2016.
17. ↑  Now You See Me 2 (англ.). Internet Movie Database. Архів оригіналу за 23 лютого 2016. Процитовано 28 линя 2016.
18. ↑  Олександра Васильєва (13 червня  2016). "Ілюзія обману 2": старі обличчя – нові фокуси. «Газета по-українськи». Архів оригіналу за 14 червня 2016. Процитовано 29 липня 2016.
19. ↑  Дар`я Борисова (11 червня  2016). «Ілюзія обману–2». Фокуси у ритмі денс. «Moviegram». Архів оригіналу за 15 вересня 2016. Процитовано 15 вересня 2016. [Архівовано 15 вересня 2016 у Wayback Machine.]
20. ↑  Allison Crist, Kimberly Nordyke (31 липня 2016). Teen Choice Awards: Winners List (англ.). The Hollywood Reporter. Архів оригіналу за 7 серпня 2016. Процитовано 7 серпня 2016.
21. ↑  Brian Tyler. Now You See Me 2 (Original Motion Picture Soundtrack) (англ.). Allmusic. Архів оригіналу за 11 жовтня 2016. Процитовано 30 липня 2016.
22. ↑  filmmusicreporter (3 червня 2016). ‘Now You See Me 2’ Soundtrack Details (англ.). Film Music Reporter. Архів оригіналу за 7 серпня 2016. Процитовано 30 липня 2016.